# 2016年中華民国総統選挙
2016年中華民国総統選挙（2016ねんちゅうかみんこくそうとうせんきょ、繁: 2016年中華民國總統選舉、正式名称: 第14任總統副總統選舉）は、2016年（民国105年）1月16日に中華民国（台湾）で行われた、総統、副総統（第14期）を選出する選挙である。また、選挙原則（普通、平等、直接、秘密選挙）が採用されてから6回目の選挙である。2016年中華民国立法委員選挙も同時に行われ、2012年総統選挙と同様のダブル選挙となった。
中華民国憲法の「総統と副総統の任期は4年、再選は1度」という規定により、現職であった馬英九（第12、13期総統）はこの選挙に立候補できない。

## 概要
蔡英文は中華民国初の女性総統となった。
史上初、台湾の二大政党の候補者がともに女性となったが（民進党候補の蔡英文、国民党元候補の洪秀柱）、洪秀柱は大陸との統一発言などで支持が著しく低迷し、10月17日、国民党は党主席の朱立倫を新たに総統候補に指名し直した。国民党は朱立倫の下で巻き返しを図ったが、支持を取り戻すことができなかった。
蔡英文は、1996年総統選挙で李登輝が次点と32.9%の大差で当選して以来、初めて25%以上の大差をつけての当選となった。
当選した蔡英文・陳建仁は、5月20日に行われた就任式典で就任宣誓した。

## 選挙制度
総統候補は副総統候補とペアで出馬し、比較多数の候補ペアを当選者とする。
選挙権は、自由地区（台湾地区）に6ヶ月以上在住する20歳以上の中華民国国民に与えられ、在外住民も選挙権を有する。
被選挙権は、自由地区に6か月以上在住し、中華民国国民として15年以上経過した40歳以上が被選挙人として登録できる。ただし、中華民国国籍を回復、帰化した者、大陸地区（中華人民共和国や香港、マカオ）から移住してきた国民は被選挙人として登録できない。
立候補にあたって政党（直近の国政選挙で5％以上の得票）からの推薦を得るか、複数の政党による推薦（推薦政党の直近国政選挙の得票数合計が5%以上）が必要である。
無所属で立候補する場合は被署名推薦と呼ばれ、前回総統選挙の有権者の1.5％の署名を中央選挙委員会に提出する必要があり、署名の結果をもって、立候補資格を得ることが可能となる。

## 候補者
| 1               | 1                      | 2                     | 2                 | 3                 | 3               |
| --------------- | ---------------------- | --------------------- | ----------------- | ----------------- | --------------- |
| 中国国民党      | 中国国民党             | 民主進歩党            | 民主進歩党        | 親民党・ 民国党   | 親民党・ 民国党 |
| 総統候補        | 副総統候補             | 総統候補              | 副総統候補        | 総統候補          | 副総統候補      |
| 朱立倫          | 王如玄 （無所属）      | 蔡英文                | 陳建仁 （無所属） | 宋楚瑜            | 徐欣瑩          |
|                 |                        |                       |                   |                   |                 |
| 新北市長 党主席 | 元労働部労工会主任委員 | 元行政院副院長 党主席 | 元衛生福利部長    | 元台湾省長 党主席 | 立法委員 党主席 |

### 民主進歩党
2015年2月11日告示の民進党総統選予備選挙に立候補登録したのは蔡英文の1人のみだったため、3月16日から18日の間に行われる予定だった予備選挙は中止され、4月15日、蔡が正式に民進党総統候補に登録された。
11月16日、蔡英文は中央研究院前副院長の陳建仁を副総統候補とすることを発表した。

### 中国国民党
2015年4月8日告示の国民党総統選予備選挙には、洪秀柱と楊志良の2人が立候補登録したが、楊志良は予備選挙に必要な15000人分の党員の署名を集められなかったため、7月19日、洪秀柱が正式に国民党総統候補に登録された。
10月2日、洪秀柱は「中華民国憲法は最終的な統一の考えで、中国を統一するのは中華民国政府である」と語り、台湾世論の間で大きな論争を巻き起こした。この両岸提案は国民党内部関係者からも疑問視され、ついに10月17日、国民党は臨時大会を開催し、洪秀柱の国民党総統候補への指名廃止を91.13%の賛成で決定し、朱立倫への指名を全会一致で承認した。
11月18日、朱立倫は弁護士の王如玄を副総統候補に擁立すると発表した。

### 親民党・民国党
2015年8月6日、親民党主席の宋楚瑜は、自身3度目となる総統選への立候補を表明した。11月18日、親民党主席の宋楚瑜が副総統候補に立法委員の徐欣瑩を擁立すると発表した。

## 選挙結果

### 全国集計

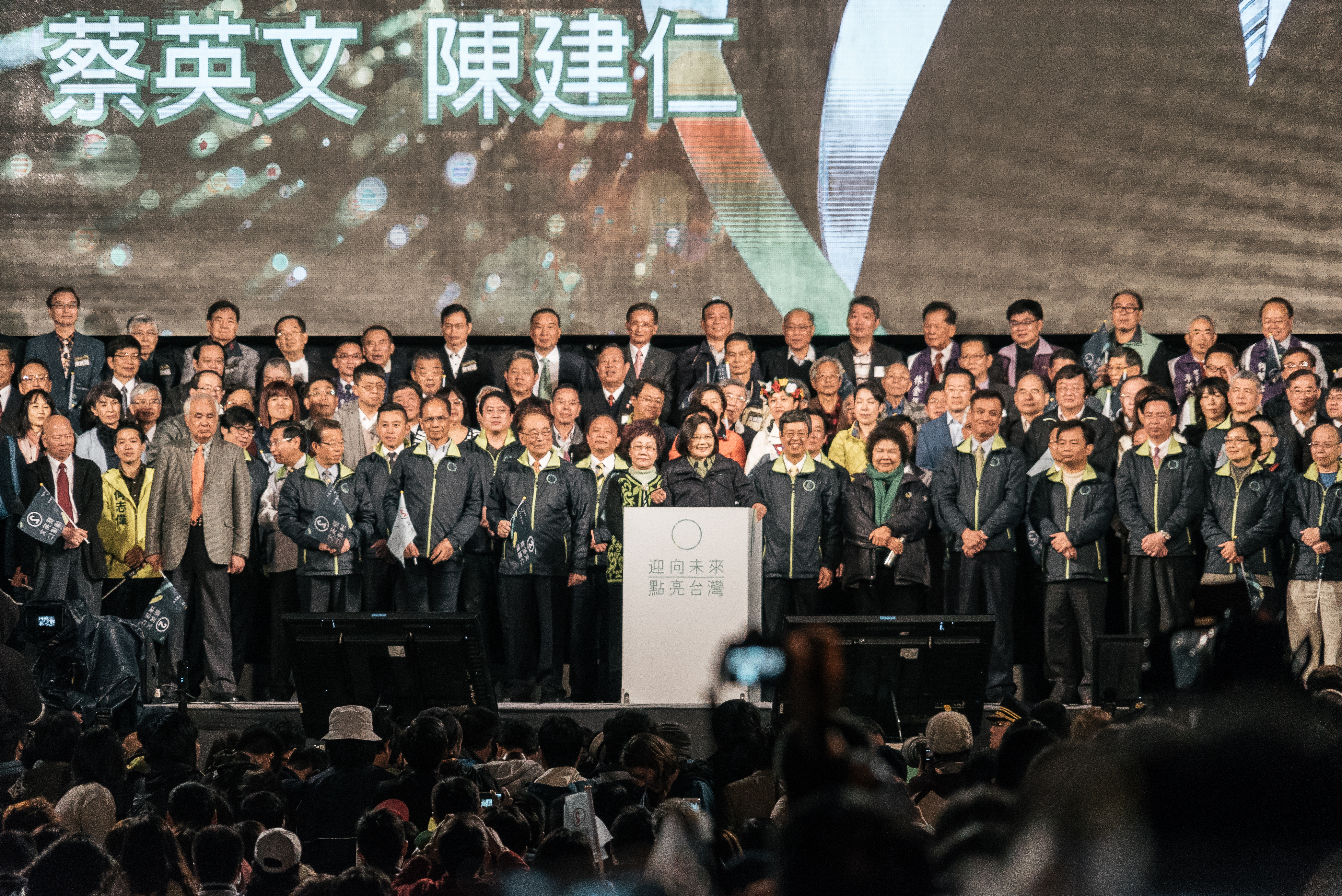
当選した蔡英文と陳建仁

| 県市別投票結果 |

| 郷鎮市区別投票結果 |

| 候補者                                          | 候補者             | 候補者             | 所属政党           | 得票数     | 得票率 | 得票率                                                                  |
| 総統                                            | 総統               | 副総統             | 所属政党           | 得票数     | 得票率 | 得票率                                                                  |
| ----------------------------------------------- | ------------------ | ------------------ | ------------------ | ---------- | ------ | ----------------------------------------------------------------------- |
|                                                 | 蔡英文             | 陳建仁             | 民主進歩党         | 6,894,744  | 56.12% | 蔡英文・陳建仁 (56.12%) 朱立倫・王如玄 (31.04%) 宋楚瑜・徐欣瑩 (12.84%) |
|                                                 | 朱立倫             | 王如玄             | 中国国民党         | 3,813,365  | 31.04% | 蔡英文・陳建仁 (56.12%) 朱立倫・王如玄 (31.04%) 宋楚瑜・徐欣瑩 (12.84%) |
|                                                 | 宋楚瑜             | 徐欣瑩             | 親民党・ 民国党    | 1,576,861  | 12.84% | 蔡英文・陳建仁 (56.12%) 朱立倫・王如玄 (31.04%) 宋楚瑜・徐欣瑩 (12.84%) |
| 有効票数（有効率）                              | 有効票数（有効率） | 有効票数（有効率） | 有効票数（有効率） | 12,284,970 | 98.69% | 蔡英文・陳建仁 (56.12%) 朱立倫・王如玄 (31.04%) 宋楚瑜・徐欣瑩 (12.84%) |
| 無効票数（無効率）                              | 無効票数（無効率） | 無効票数（無効率） | 無効票数（無効率） | 163,292    | 1.31%  | 蔡英文・陳建仁 (56.12%) 朱立倫・王如玄 (31.04%) 宋楚瑜・徐欣瑩 (12.84%) |
| 投票者数（投票率）                              | 投票者数（投票率） | 投票者数（投票率） | 投票者数（投票率） | 12,448,262 | 66.27% | 蔡英文・陳建仁 (56.12%) 朱立倫・王如玄 (31.04%) 宋楚瑜・徐欣瑩 (12.84%) |
| 棄権者数（棄権率）                              | 棄権者数（棄権率） | 棄権者数（棄権率） | 棄権者数（棄権率） | 6,334,729  | 33.73% | 蔡英文・陳建仁 (56.12%) 朱立倫・王如玄 (31.04%) 宋楚瑜・徐欣瑩 (12.84%) |
| 有権者数                                        | 有権者数           | 有権者数           | 有権者数           | 18,782,991 | 100.0% | 蔡英文・陳建仁 (56.12%) 朱立倫・王如玄 (31.04%) 宋楚瑜・徐欣瑩 (12.84%) |
| 出典：中央選挙委員会 選挙資料庫（繁体字中国語） |                    |                    |                    |            |        |                                                                         |

民主進歩党の蔡英文が中国国民党の朱立倫、親民党の宋楚瑜を大差で破り当選を果たした。蔡英文の得票率は56.12%で、朱立倫の31.04%を大きく上回り、得票差25％強（300万票以上）で大量リード当選を果たした。国民党は前回選挙から20%以上減らす惨敗を喫した。親民党の宋楚瑜は第三勢力を志向し、前回選挙から10%以上増やしたものの、12.84%に留まった。

### 県市別
| 県市                                            | 有権者数  | 朱立倫、王如玄 | 朱立倫、王如玄 | 蔡英文、陳建仁 | 蔡英文、陳建仁 | 宋楚瑜、徐欣瑩 | 宋楚瑜、徐欣瑩 | 無効票 | 投票率 | 次点との得票差 |
| 県市                                            | 有権者数  | 得票数         | 得票率         | 得票数         | 得票率         | 得票数         | 得票率         | 無効票 | 投票率 | 次点との得票差 |
| ----------------------------------------------- | --------- | -------------- | -------------- | -------------- | -------------- | -------------- | -------------- | ------ | ------ | -------------- |
| 台北市                                          | 2,175,986 | 546,491        | 37.49%         | 757,383        | 51.96%         | 153,804        | 10.55%         | 22,540 | 68.03% | 210,892        |
| 新北市                                          | 3,204,367 | 709,374        | 33.34%         | 1,165,888      | 54.79%         | 252,486        | 11.87%         | 26,481 | 67.23% | 456,514        |
| 基隆市                                          | 306,548   | 68,357         | 35.29%         | 93,402         | 48.22%         | 31,955         | 16.49%         | 2,432  | 63.99% | 25,045         |
| 宜蘭県                                          | 369,211   | 59,216         | 25.38%         | 144,798        | 62.06%         | 29,288         | 12.56%         | 3,188  | 64.05% | 85,582         |
| 桃園市                                          | 1,627,598 | 369,013        | 34.39%         | 547,573        | 51.03%         | 156,518        | 14.58%         | 11,898 | 66.66% | 178,560        |
| 新竹県                                          | 412,731   | 94,603         | 35.28%         | 114,023        | 42.52%         | 59,510         | 22.20%         | 3,803  | 65.89% | 19,420         |
| 新竹市                                          | 328,580   | 71,771         | 32.42%         | 113,386        | 51.22%         | 36,198         | 16.35%         | 3,138  | 68.32% | 41,615         |
| 苗栗県                                          | 448,520   | 107,779        | 37.55%         | 130,461        | 45.45%         | 48,788         | 17.00%         | 3,652  | 64.81% | 22,682         |
| 台中市                                          | 2,138,519 | 430,005        | 29.82%         | 793,281        | 55.01%         | 218,810        | 15.17%         | 19,800 | 68.36% | 363,276        |
| 彰化県                                          | 1,022,962 | 193,117        | 28.80%         | 378,736        | 56.47%         | 98,807         | 14.73%         | 10,921 | 66.63% | 185,619        |
| 南投県                                          | 415,122   | 83,604         | 32.08%         | 136,104        | 52.23%         | 40,868         | 15.69%         | 3,649  | 63.65% | 52,500         |
| 雲林県                                          | 566,207   | 86,047         | 24.93%         | 218,842        | 63.41%         | 40,236         | 11.66%         | 4,997  | 61.84% | 132,795        |
| 嘉義県                                          | 430,885   | 65,425         | 23.38%         | 182,913        | 65.37%         | 31,469         | 11.25%         | 4,295  | 65.93% | 117,488        |
| 嘉義市                                          | 210,758   | 38,822         | 27.95%         | 83,143         | 59.86%         | 16,926         | 12.19%         | 1,492  | 66.61% | 44,321         |
| 台南市                                          | 1,528,246 | 219,196        | 22.07%         | 670,608        | 67.52%         | 103,432        | 10.41%         | 12,457 | 65.81% | 451,412        |
| 高雄市                                          | 2,254,324 | 391,823        | 26.00%         | 955,168        | 63.39%         | 159,765        | 10.61%         | 18,117 | 67.64% | 563,345        |
| 屏東県                                          | 689,170   | 121,291        | 26.99%         | 285,297        | 63.49%         | 42,768         | 9.52%          | 5,595  | 66.01% | 164,006        |
| 台東県                                          | 179,547   | 43,581         | 44.62%         | 37,517         | 38.41%         | 16,565         | 16.96%         | 1,208  | 55.07% | -6,064         |
| 花蓮県                                          | 267,862   | 73,894         | 47.72%         | 57,198         | 36.94%         | 23,751         | 15.34%         | 2,342  | 58.68% | -16,696        |
| 澎湖県                                          | 84,222    | 12,564         | 29.48%         | 21,658         | 50.81%         | 8,401          | 19.71%         | 643    | 51.37% | 9,094          |
| 金門県                                          | 111,386   | 24,327         | 66.10%         | 6,626          | 18.00%         | 5,852          | 15.90%         | 599    | 33.58% | -17,701        |
| 連江県                                          | 10,240    | 3,065          | 68.60%         | 739            | 16.54%         | 664            | 14.86%         | 85     | 44.46% | -2,326         |
| 出典：中央選挙委員会 選挙資料庫（繁体字中国語） |           |                |                |                |                |                |                |        |        |                |

今回の選挙では、国民党の支持基盤がその他の陣営に大きく切り込まれることとなった。
民主進歩党の蔡英文は、全22県市中18県市で朱立倫をリードする圧勝を果たした。地盤である7県市で得票率60%以上を獲得、台湾のスイング・ステートである彰化県、台中市でも55%以上を記録した。また台北市、新北市、桃園市といった都市部や新竹市、南投県、澎湖県といった地方部でも50%以上を獲得、基隆市や新竹県・苗栗県でもリードを果たした。
中国国民党の朱立倫は、地盤である6県のうち新竹県・苗栗県の2県で優勢を失う惨敗を喫した。2000年から現在に至るまで、地盤を落とした唯一の事例となっている。台湾本土で圧倒的な強さを誇る東部の台東県・花蓮県の2県でも過半数を割り、金門県では3分の2を割る事態となった。
親民党の宋楚瑜は、全国的に投票傾向がほとんど見られず、多くの県市で10%台の得票率にとどまり3位に沈んだ。ただし親民党の支持基盤や、副総統候補とした新竹県を地盤とする民国党の徐欣瑩を背景に、新竹県尖石郷、澎湖県七美郷、台東県蘭嶼郷でリードを果たした。第三勢力が最も強い新竹県では20%を超えたが、最も弱い屏東県では10%を下回った。